# Landesregierung von Schleswig-Holstein

Logo des Landes Schleswig-Holstein

Die schleswig-holsteinische Landesregierung ist das oberste Exekutivorgan des nördlichsten deutschen Landes Schleswig-Holstein. Abschnitt III der Verfassung des Landes Schleswig-Holstein regelt ihre Zusammensetzung und Zuständigkeiten. Demnach besteht die Landesregierung aus dem Ministerpräsidenten und den Landesministern.
Seit dem 29. Juni 2022 ist die Regierung aus CDU und Bündnis 90/Die Grünen unter Ministerpräsident Daniel Günther (CDU) im Amt.
Der Ministerpräsident bestimmt die Richtlinien der Regierungspolitik und trägt dafür die Verantwortung (sogenannte Richtlinienkompetenz); innerhalb der vorgegebenen Richtlinien leiten die Minister ihren Geschäftsbereich (das ihnen zur Leitung übertragene Ministerium) selbständig. Die Landesregierung verfährt nach einer Geschäftsordnung. Der Ministerpräsident wird vom schleswig-holsteinischen Landtag gewählt. Die Minister werden vom Ministerpräsidenten ernannt und entlassen, außerdem bestellt der Ministerpräsident einen Minister zu seinem Stellvertreter.

## Landesregierungen seit 1946
Landesregierungen (Kabinette):
| Ministerpräsident             | Regierungsparteien                                     | Amtszeit  | Kabinett                            |
| ----------------------------- | ------------------------------------------------------ | --------- | ----------------------------------- |
| Theodor Steltzer (CDU)        | CDU, SPD, KPD                                          | 1946      | Kabinett Steltzer I                 |
| Theodor Steltzer (CDU)        | CDU, SPD                                               | 1946–1947 | Kabinett Steltzer II                |
| Hermann Lüdemann (SPD)        | SPD                                                    | 1947–1949 | Kabinett Lüdemann                   |
| Bruno Diekmann (SPD)          | SPD                                                    | 1949–1950 | Kabinett Diekmann                   |
| Walter Bartram (CDU)          | CDU, BHE, DP, FDP                                      | 1950–1951 | Kabinett Bartram                    |
| Friedrich Wilhelm Lübke (CDU) | CDU, FDP                                               | 1951      | Kabinett Lübke I (vorläufig)        |
| Friedrich Wilhelm Lübke (CDU) | CDU, BHE, DP (bis Januar 1953), FDP                    | 1951–1954 | Kabinett Lübke II                   |
| Kai-Uwe von Hassel (CDU)      | CDU, GB/BHE, FDP                                       | 1954–1958 | Kabinett von Hassel I               |
| Kai-Uwe von Hassel (CDU)      | CDU, GB/BHE (bis Oktober 1959), FDP (bis Oktober 1962) | 1958–1963 | Kabinett von Hassel II              |
| Helmut Lemke (CDU)            | CDU, FDP                                               | 1963–1967 | Kabinett Lemke I                    |
| Helmut Lemke (CDU)            | CDU, FDP (bis Februar 1971)                            | 1967–1971 | Kabinett Lemke II                   |
| Gerhard Stoltenberg (CDU)     | CDU                                                    | 1971–1975 | Kabinett Stoltenberg I              |
| Gerhard Stoltenberg (CDU)     | CDU                                                    | 1975–1979 | Kabinett Stoltenberg II             |
| Gerhard Stoltenberg (CDU)     | CDU                                                    | 1979–1982 | Kabinett Stoltenberg III            |
| Uwe Barschel (CDU)            | CDU                                                    | 1982–1983 | Kabinett Barschel I                 |
| Uwe Barschel (CDU)            | CDU                                                    | 1983–1987 | Kabinett Barschel II                |
| Amt vakant                    | CDU                                                    | 1987–1988 | Kabinett Schwarz (geschäftsführend) |
| Björn Engholm (SPD)           | SPD                                                    | 1988–1992 | Kabinett Engholm I                  |
| Björn Engholm (SPD)           | SPD                                                    | 1992–1993 | Kabinett Engholm II                 |
| Heide Simonis (SPD)           | SPD                                                    | 1993–1996 | Kabinett Simonis I                  |
| Heide Simonis (SPD)           | SPD, Bündnis 90/Die Grünen                             | 1996–2000 | Kabinett Simonis II                 |
| Heide Simonis (SPD)           | SPD, Bündnis 90/Die Grünen                             | 2000–2005 | Kabinett Simonis III                |
| Peter Harry Carstensen (CDU)  | CDU, SPD (bis 21. Juli 2009)                           | 2005–2009 | Kabinett Carstensen I               |
| Peter Harry Carstensen (CDU)  | CDU, FDP                                               | 2009–2012 | Kabinett Carstensen II              |
| Torsten Albig (SPD)           | SPD, Bündnis 90/Die Grünen, SSW                        | 2012–2017 | Kabinett Albig                      |
| Daniel Günther (CDU)          | CDU, Bündnis 90/Die Grünen, FDP                        | 2017–2022 | Kabinett Günther I                  |
| Daniel Günther (CDU)          | CDU, Bündnis 90/Die Grünen                             | seit 2022 | Kabinett Günther II                 |